# パトリック・ルスト
パトリック・ルスト（Patrick Rouest、1995年12月7日 - ）は、オランダ・南ホラント州出身のスピードスケート選手。

## 経歴
2014年、世界ジュニアスピード選手権で優勝。2015年同大会で優勝。
2016年11月12日、オランダ代表チームとして参加したワールドカップ初戦の団体パシュートで優勝。 
2018年2月、 平昌オリンピック1500mで1:44.86のタイムを記録し、銀メダルを獲得、3月、世界オールラウンドスピードスケート選手権を初制覇した。